# John Montresor
Le capitaine John Montresor, né le 22 avril 1736 à Gibraltar et mort le 26 juin 1799 à Maidstone, est un ingénieur militaire britannique en Amérique du Nord.

## Éducation
John Montresor est le fils de Gabriel Montresor, ingénieur militaire anglais et de sa première épouse, Mary Haswell. Il a vécu ses premières années à Gibraltar et à Minorque où son père a été brièvement détaché puis il est parti étudier à Londres à Westminster School de 1746 à 1750. Il a d'abord appris les principes d'ingénierie militaire avec son père puis il lui a servi d'ingénieur assistant au début des années 1750.

## Guerre de la Conquête
En 1754, il accompagna son père en Amérique et servit comme aspirant dans le 48th Regiment of Foot pour la bataille de la Monongahela où il servit aussi d'ingénieur surnuméraire. Les Français vainquirent les Britanniques et John Montresor fut blessé mais survécut et apprit sa promotion de lieutenant. Il resta en Amérique et servit le long de la rivière Mohawk et à Fort Edward, il accompagna les forces britanniques à Halifax. En 1758 il fut nommé ingénieur praticien au Corps of Royal Engineers (Corps des Ingénieurs Royaux) et a été présent comme tel au siège de la forteresse de Louisbourg puis à celui de Québec lors de la bataille des plaines d'Abraham.
Après la défaite française de septembre 1759, John Montrésor fut envoyé dans les villages alentour de Québec, ou il fit le trajet en raquettes à la fin novembre; de la Rivière Chaudière jusqu'à Kamouraska ou 6000 miliciens canadiens furent désarmés et firent le serment de neutralité. Il avait également fait la même chose à l'île du Cap-Breton où il utilisa la langue de ses ancêtres huguenots pour obtenir des serments d'allégeance. Il fut également envoyé à deux reprises par voie terrestre de Québec à Boston avec des dépêches et, lors d'un des voyages, il fut pris dans une tempête de neige et réduit à manger sa ceinture et ses chaussures de cuir pour éviter la famine. Durant cette période il a effectué divers relevés pour établir des cartes de l'Acadie, des cours Saint-Laurent et de la rivière Kennebec qui ont servi aux Insurgés américains lors de l'invasion du Canada de juin 1775 à octobre 1776. Pendant la rébellion de Pontiac, il transporta des dépêches et conduisit des troupes au siège du fort Pontchartrain du Détroit, il réalisa aussi des fortifications le long de la rivière Niagara, comme fort Niagara ou fort Érié, ainsi qu'une série de blockhaus et un des premiers chemins de fer à gravité.

## Révolution américaine
En 1765 alors que John Montresor se trouvait stationné à Fort George (ancien site du fort William Henry) il fut témoin des émeutes d'Albany et de New York en réaction au quatrième Droit de timbre (Stamp Act) voté par le Parlement britannique. Il fut promu la même année capitaine-lieutenant et ingénieur extraordinaire. Lors des années qui suivirent il arpenta la frontière entre l'État de New York et le New Jersey et il fit réparer ou construire des casernes et des fortifications comme à Boston, New York, Philadelphie, où il fit édifier fort Mifflin, ou, aux Bahamas. Il prit également un congé de six mois en Angleterre et passa du temps aux Bermudes. Dans le port de New York il acheta une île appelée Montresor's Island (l'île Montresor), maintenant Randall's Island.

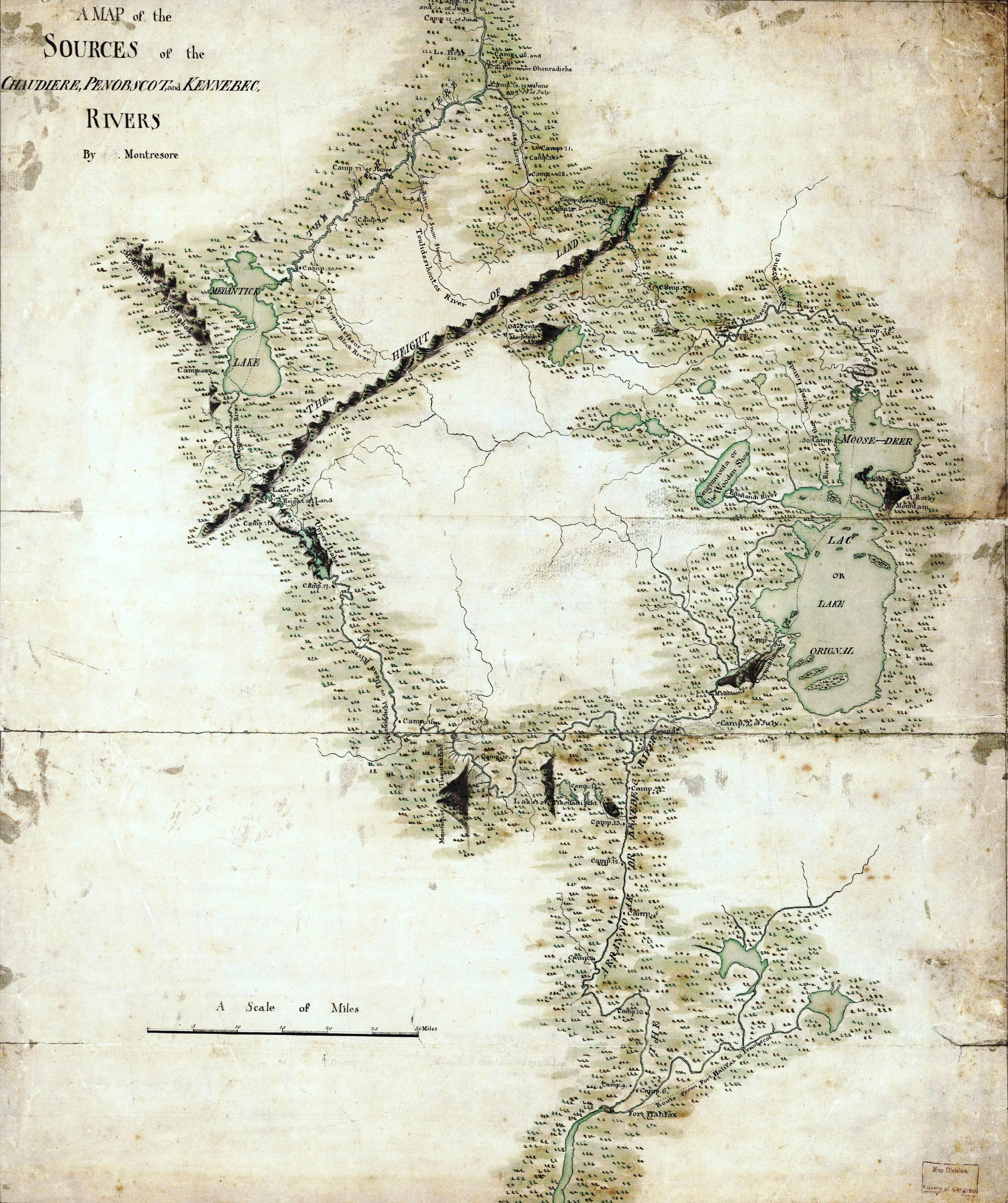
Carte réalisée par John Montresor vers 1760, représentant le cours supérieur de la Kennebec, du Penobscot et de la Chaudière, utilisée par Benedict Arnold lors de l'expédition vers Québec en septembre 1775.

Il se trouvait à Boston lorsque éclata la guerre d'indépendance américaine et il se rendit avec Percy à la rencontre des troupes britanniques qui revenaient des batailles de Lexington et Concord près de Boston, remportées par l'armée des Treize colonies, pour les soulager. À la fin de l'année 1775, il fut nommé chef ingénieur en Amérique et capitaine. Le 27 août 1776 il prit part à la bataille de Long Island au sud de New York remportée par les troupes britanniques et, il fut présent à l'exécution de Nathan Hale (1755 - 1776), espion au service des insurgés américains capturé par les Britanniques, le 22 septembre 1776 ; il est dit que John Montresor a bien voulu fournir du papier et un stylo au condamné pour qu'il puisse écrire une dernière lettre à sa famille. Il fut alors envoyé vers les lignes rebelles avec un drapeau blanc pour rapporter l'évènement et les derniers mots de Nathan Hale au général insurgé William Hull (1753 - 1825), un ami de Hale. En janvier 1777, sa maison sur Montresor's Island fut incendiée et la même année il prit part à la campagne militaire dans le New Jersey et fut présent à la bataille de Quibbleton puis à celle de Brandywine (Pennsylvanie) le 11 septembre 1777, il mena enfin des troupes à Philadelphie où il dut lancer une attaque contre le fort Mifflin qu'il avait lui-même fait édifier. Il dirigea alors la construction de nouvelles défenses autour de la ville et, avec l'aide de John André, il organisa le 18 mai 1778 à Philadelphie la Mischianza, une fête en l'honneur du général britannique William Howe (1729 – 1814).
Ayant été remplacé dans son rôle d'ingénieur-chef pour la deuxième fois (la première fois ayant eu lieu à la fin 1776) il décida de retourner en Angleterre où il démissionna de l'Armée en mars 1779. Il mit fin ainsi à plus de deux décennies au service du Royaume-Uni en Amérique, dont toutes les actions ont été consignées par écrit, même si une grande partie d'entre eux sont aujourd'hui perdus.

## Retraite et mort
En Angleterre il fut convoqué au Parlement britannique pour justifier sa conduite de guerre et ses dépenses lors de ses différentes campagnes militaires.
Il acheta une propriété à Belmont dans le Kent en plus de sa résidence à Portland Place à Londres où il a servi comme directeur au French Hospital. Il fit un voyage en Europe entre 1785 et 1786 tour à tour en France, en Allemagne et en Suisse.
Dans ses dernières années le fisc s'est intéressé à ses comptes et une grande partie de ses biens ont été saisis par l’État pour récupérer ses dépenses exagérées et il fut ensuite incarcéré dans la prison de Maidstone où il mourut, le 26 juin 1799.

## Famille

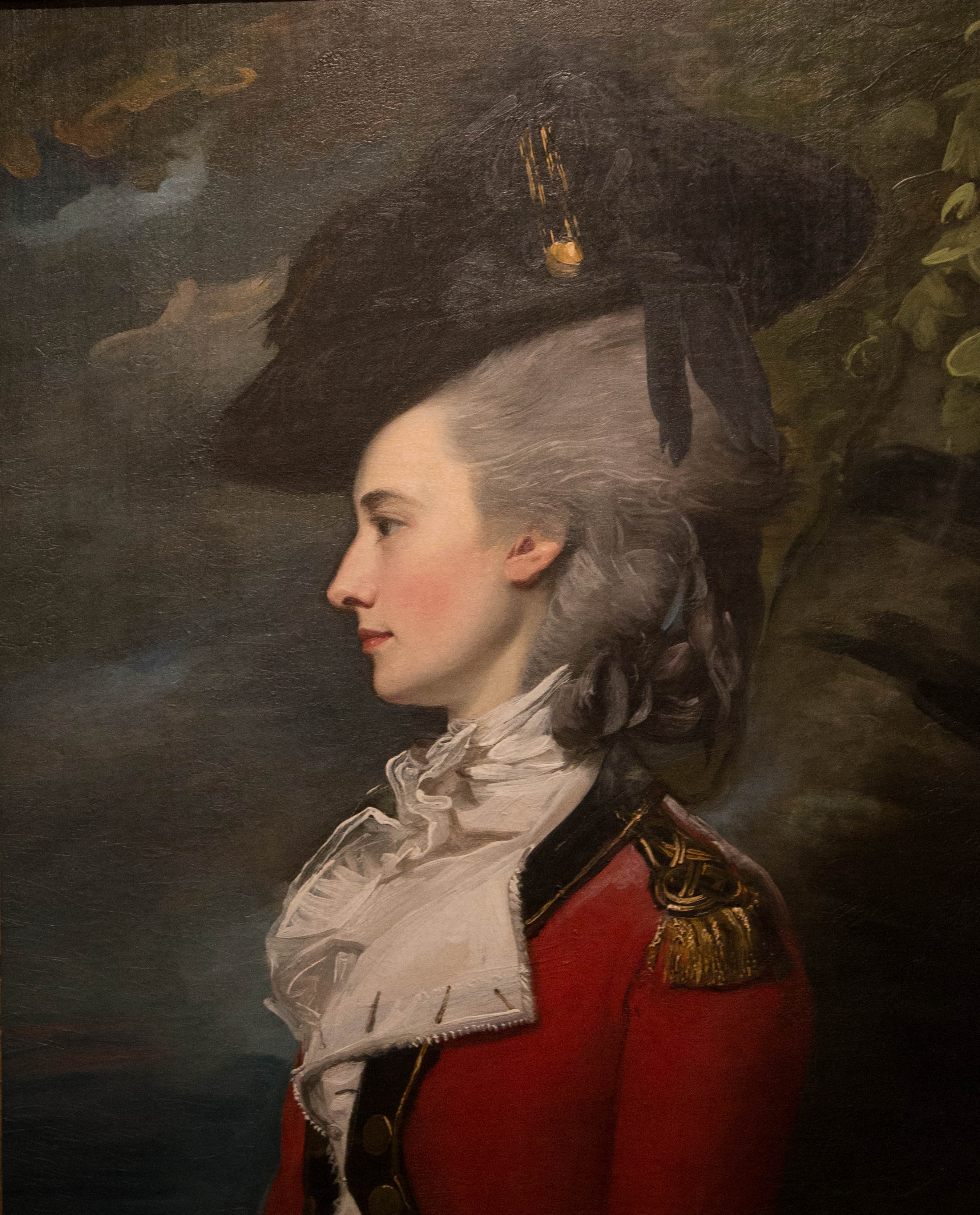
Portrait de Frances Montresor par John Singleton Copley.

John Montresor se maria à New York le 1er mars 1764 avec Frances Tucker née en 1744 à New York, fille de Thomas Tucker of Bermuda. Elle retourna en Angleterre avec son mari et y mourut le 28 juin 1828 à Rose Hill dans le Kent. Ils eurent ensemble, entre autres, le général Henry Tucker Montresor, le général Thomas Gage Montresor et Mary Lucy Montresor, la première épouse du général Frederick William Mulcaster, demi-frère du capitaine William Howe Mulcaster.
John Montresor a connu des relations extra-conjugales régulières. On connait en effet une lettre de Détroit datée de 1763, mentionnant la mort d'une probable maîtresse, poor Nancy (pauvre Nancy). De plus, il donnait une petite pension pour un enfant d'une fille d'un fermier anglais dont Montresor était sans doute le père. Enfin, il semble avoir été le père de Frances Margaret, dite Fanny, seconde épouse d'Ethan Allen, née d'une femme de la vallée de la Mohawk comme le rapporte Allen, le 4 avril 1760. Fanny fut adoptée par Crean Brush, compagnon de sa mère et secrétaire pour un temps de l'Assemblée de la colonie de New York. Elle donna comme nom de jeune fille de sa mère Montresor lorsqu'elle entra à l'Hôtel-Dieu de New York en 1808.

## Source
- (en) Cet article est partiellement ou en totalité issu de l’article de Wikipédia en anglais intitulé « John Montresor » (voir la liste des auteurs).